# Aleksy Zarycki
Aleksy Zarycki (ukr. Олексій Васильович Зарицький, ur. 17 października 1912 w Bilczach, zm. 30 października 1963 w Dolince pod Karagandą) – duchowny greckokatolicki, błogosławiony Kościoła katolickiego, męczennik.

## Życiorys
Jego ojciec (Wasyl Zarycki) był diakiem greckokatolickim. W 1934 roku Aleksy ukończył Lwowską Akademię Teologiczną. 29 kwietnia 1935 roku przyjął święcenia diakonatu, a 7 lipca 1936 roku święcenia kapłańskie. Potem pracował kolejno w następujących parafiach greckokatolickich: Stinowa Niżna, Stinowa Wysznia oraz Strutyn (od 1937 do 1946 roku). W latach II wojny światowej nauczał lokalne dzieci. W latach 1946–1947 był proboszczem w Rzęsnej Ruskiej oraz posługiwał w Rzęsnej Polskiej. 
Podczas sowieckich prześladowań unitów odmówił przejścia na prawosławie, w związku z czym został aresztowany i po długotrwałym procesie skazany 29 maja 1948 roku na osiem lat więzienia. Przetrzymywano go w różnych obozach na terenie obwodów: irkuckiego, kemerowskiego, omskiego, karagandyjskiego oraz w Mordowii. Wszędzie prowadził tajną działalność kapłańską. 31 grudnia 1954 roku został zwolniony, ale zesłano go do Karagandy, gdzie dzięki usilnym zabiegom udało mu się w 1956 roku otworzyć kościół greckokatolicki, który jednak wkrótce został zamknięty. W maju tego roku otrzymał zgodę na powrót na Ukrainę, ale z niej nie skorzystał, pozostając na służbie wiernych w Karagandzie. Opanował liturgię łacińską, aby służyć również lokalnym rzymskim katolikom. Odbywał liczne podróże misyjne w okolice Karagandy. Ponownie aresztowano go w 1957 roku, po spotkaniu z arcybiskupem Josyfem Slipym, który przymusowo przebywał w domu starców w Kraju Krasnojarskim, jednak po kilku dniach odzyskał wolność.
Nie chcąc ryzykować dalszych represji, wyjechał z Karagandy. Odwiedzał różne miasta, m.in. Samarę, Aktubińsk, Kokczetaw, Kujbyszew, tereny Uralu, obwód orenburski i celinogradzki. W trakcie jednej z podróży misyjnych władze wymeldowały go z Orska, więc w dalszym czasie prowadził działalność bez stałego miejsca zameldowania. Obawiając się aresztowania podróżował zwykle na piechotę. 9 maja 1962 roku po raz kolejny go aresztowano i szybko skazano za włóczęgostwo na dwa lata więzienia. Zesłano go do miejscowości Dolinka koło Karagandy, gdzie znajdował się obóz pracy Karłag. Pracował jako krawiec. Zmarł w szpitalu obozowym na skutek choroby żołądka. Pochowano go na przyobozowym cmentarzu, a potem prochy zostały przeniesione na cmentarz miejski w Karagandzie, by ostatecznie spocząć na cmentarzu w Rzęsnej Ruskiej (nagrobek ufundowali parafianie).
Został beatyfikowany przez Jana Pawła 27 czerwca 2001 roku we Lwowie w grupie 27 nowomęczenników greckokatolickich.